# Ko Samui

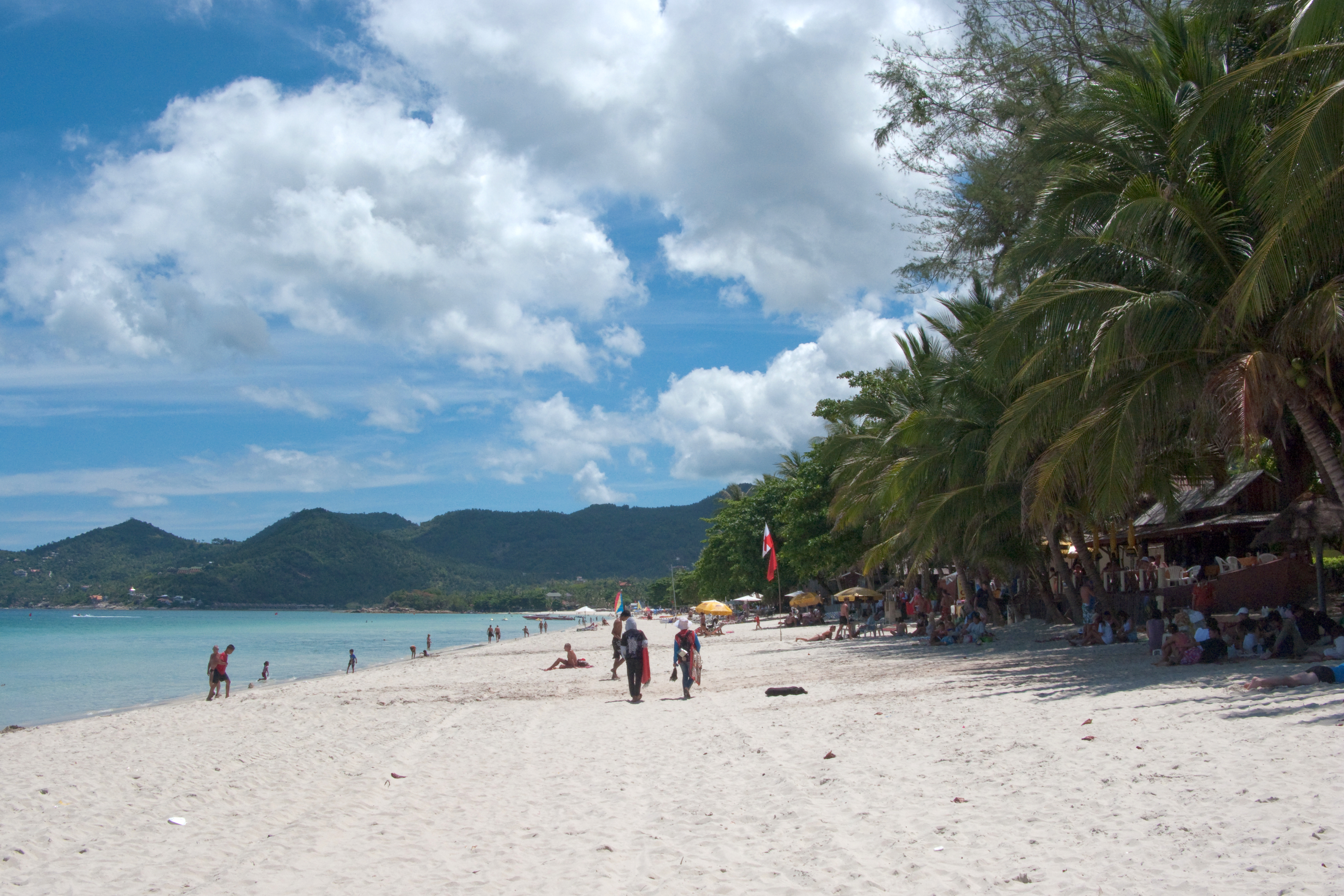
Playa en Ko Samui.

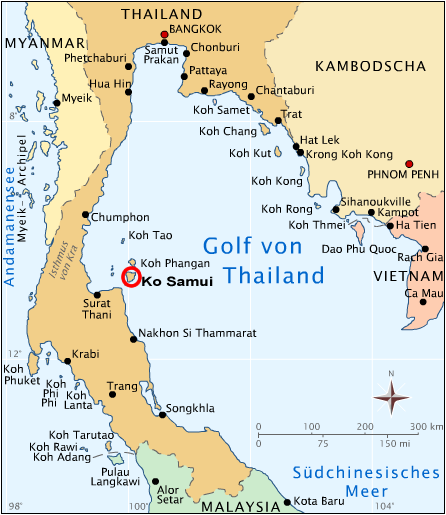
Localización en Tailandia.

Koh Samui o isla Samui (en idioma tailandés:เกาะสมุย) es una isla en la provincia de Surat Thani, situada en la costa este del istmo de Kra en Tailandia, cerca de la ciudad de Surat Thani. Es la tercera isla más grande de Tailandia, con un área de 228,7 km² y una población de más de 50.000 habitantes. La isla cuenta con ricos recursos naturales, playas de arena blanca, barreras de coral y cocoteros.
La economía de Koh Samui se basa principalmente en la industria turística, y también en la exportación de cocos y hule. La isla tiene su propio aeropuerto internacional, el aeropuerto de Koh Samui, con vuelos diarios a Bangkok, y a otros importantes aeropuertos del sudeste asiático como Hong Kong o Singapur.

## Historia
La isla fue probablemente habitada por primera vez hace quince siglos, colonizada por pescadores provenientes de la península de Malaca y del sur de China. Ko Samui aparece por primera vez en mapas chinos que datan de 1687, bajo el nombre de Pulo Cornam. El nombre Samui tiene un origen misterioso; se especula que sea una extensión del nombre de uno de los árboles nativos, el mui, o que proceda de la palabra Saboey del idioma chino que significa «puerto seguro». Ko significa isla en idioma tailandés.
Hasta la última parte del siglo XX Ko Samui era una comunidad aislada y autosuficiente que tenía poca relación con el resto de Tailandia. La isla carecía incluso de carreteras hasta principios de los años setenta, y el viaje de 15 km desde un lado de la isla hasta el otro suponía un día entero de senderismo a través de la jungla que cubre las montañas del centro de la isla.